# Bumble Bees
Pour les articles homonymes, voir Bumblebee.
Singles de Aqua
Freaky Friday
(2000) We Belong to the Sea
(2001)
Pistes de Aquarius
Cuba Libre Goodbye To The Circus
 (mars 2025).
Si vous disposez d'ouvrages ou d'articles de référence ou si vous connaissez des sites web de qualité traitant du thème abordé ici, merci de compléter l'article en donnant les références utiles à sa vérifiabilité et en les liant à la section « Notes et références ».
Bumble Bees est un single d'Aqua extrait de leur deuxième album Aquarius.
Le clip de cette chanson parodie le statut du groupe en tant que 'Barbie band', acquise grâce au succès de leur hit Barbie Girl. Il met en vedette le groupe qui essaye de faire un clip vidéo, avec un pauvre directeur, de l'équipement défectueux, René qui est trop lourd, etc.

## Clip vidéo
- Réalisateur : Ronie West et Peder Pederson, coproduit par Klaus Hjuler
- Année de réalisation : 2000
- Lieu : Danemark
- Durée : 04:30
- DVD : Aqua The Video Collection

- Description :

Le clip montre trois tentatives différentes de prises de vues pour le clip de Bumble Bees. 
La vidéo commence par un film d'animation 3D à la 1 001 Pattes avec les membres d'Aqua représentés sous forme d'insectes : Lene et René sont tous les deux des abeilles, Søren est un scarabée un peu crétin et Claus, une affreuse araignée. La scène, qui était en fait un projet de clip montré par le réalisateur, est interrompue par le directeur de la maison de production qui pense que ce projet de vidéo est bonne à mettre à la poubelle. Les membres d'Aqua, qui en ont marre de se trimballer l'image de "Barbie Band" sont d'accord avec le directeur et veulent une image qui les rendront plus sérieux et crédible. 
Une nouvelle idée de scénario est alors émise par le réalisateur. L'histoire se déroulera dans une salle de classe avec Lene en prof de bio sexy et René, Claus et Søren représentés en élèves turbulents. L'enseignante ne peut se retenir de se caresser, l'élève René fait le mariole, l'élève Søren est affalé sur sa table tandis que Claus étudie des spermatozoïdes avec son microscope. 
Cette idée est évidemment rejetée par le directeur qui pense désormais que le premier scénario n'était pas si mauvais que ça, mais qu'en raison d'un budget limité, il faudra utiliser des moyens moins coûteux de tournage.
La troisième et dernière tentative de la vidéo se déroule dans un théâtre. Lene, René, Søren et Claus sont habillés comme les insectes du film d'animation 3D. René drague Lene et doit la sauver, elle et Soren du méchant Claus-araignée. Le tournage vire rapidement au carnage. Après quelques erreurs techniques comme un René trop lourd pour être soulevé par des cordages et des fumigènes incontrôlable, les décors finissent par tous être détruit tandis que le groupe surjoue au possible. 
La vidéo se termine avec le réalisateur qui félicite le groupe tandis que le directeur, exaspéré, quitte le théâtre.

## Classements
- Allemagne : 96
- Australie: NC
- Danemark: 6 (semaines dans les charts: 3)
- Espagne: NC
- Suède: 34 (2) (semaines dans les charts: 7)